# Edwin Austin Abbey

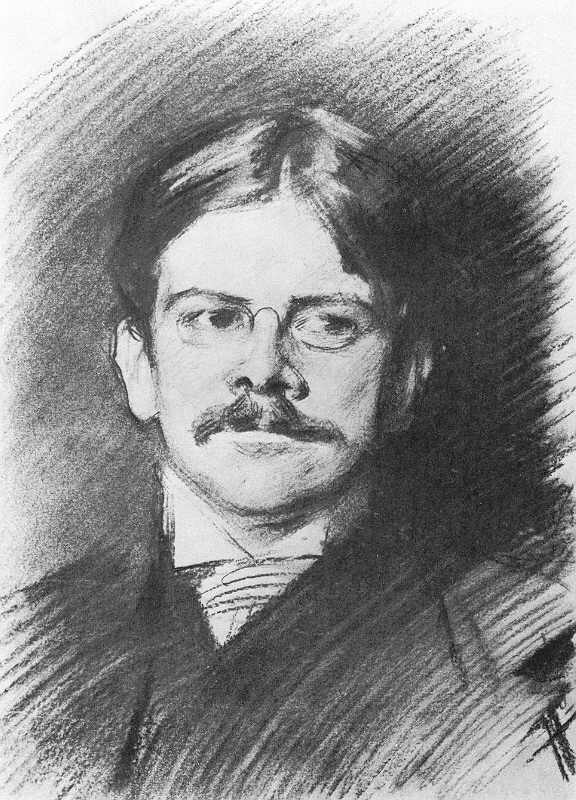
Edwin Austin Abbey, gezeichnet von John Singer Sargent, 1888

Edwin Austin Abbey RA (* 1. April 1852 in Philadelphia, Pennsylvania; † 1. August 1911 in London) war ein US-amerikanischer Maler und Illustrator. Er war bekannt für seine Zeichnungen und Bilder Shakespear’scher und viktorianischer Themen. Sein berühmtestes Werk, das Wandfries Die Suche nach dem hl. Gral, ist in der Boston Public Library ausgestellt.

## Leben
Edwin Austin Abbey begann seine künstlerische Ausbildung bei Isaac Williams, einem Porträt- und Landschaftsmaler. 1868 studierte er an der Pennsylvania Academy of the Fine Arts und war dort Schüler von Christian Schussele. Im selben Jahr begann er auch als Illustrator bei Van Ingen & Snyder. Mit 19 Jahren (1871) ging er nach New York, um dort für die Kunstabteilung des Harper’s Magazine zu arbeiten. Hier machte er die Bekanntschaft mit anderen Illustratoren, wie Francis Davis Millet, Edwin Blashfield und Alfred Parsons.
1876 gab es anlässlich des 100. Geburtstag der USA eine Jahrhundertausstellung in Philadelphia. Auf dieser war eine große Auswahl europäischer Maler zu sehen. Abbey hatten es besonders die englischen Maler (Leighton, Watts und Boughton) angetan. Mit 26 Jahren (1878) ging Abbey nach England, um hier für Harper’s Hintergrundinformationen zu den Gedichten von Robert Herrick zu sammeln. In den 1890ern malte er Wandbilder für die Boston Public Library. Am 12. Februar 1896 wurde er Mitglied der Royal Academy of Arts (RA) und 1898 der American Academy of Arts and Letters. Unzweifelhaft war das Jahr 1902 ein Höhepunkt für Abbey. Denn er war ausgewählt worden, die Krönung Eduards VII. zu malen; gleichzeitig wurde er in diesem Jahr in New York zum Vollmitglied (NA) der National Academy of Design gewählt. 1903 erhielt er auf der Großen Berliner Kunstausstellung eine kleine Goldmedaille. 1907 lehnte er das Angebot, zum Ritter geschlagen zu werden, ab; er hätte sonst seine US-Staatsbürgerschaft verloren. 1908/09 malte Abbey mehrere Wandbilder für das neue Pennsylvania State Capitol in Harrisburg, welche von seinem Freund John Singer Sargent nach seinem plötzlichen Tod vollendet wurden.

## Werkauswahl

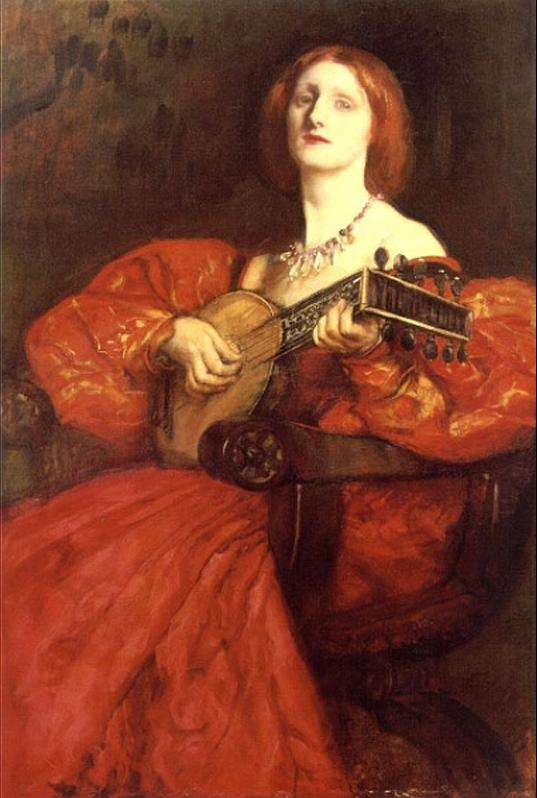
Die Lautenspielerin, um 1890
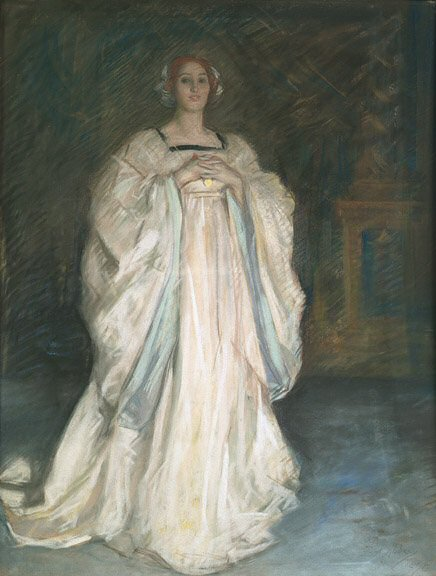
Frau im weißen Kleid, um 1895
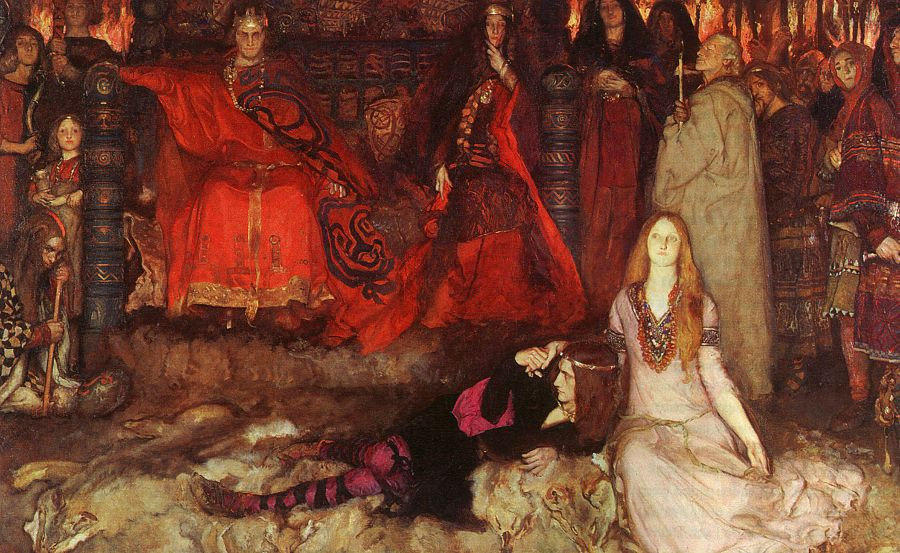
The play scene in Hamlet, 1897
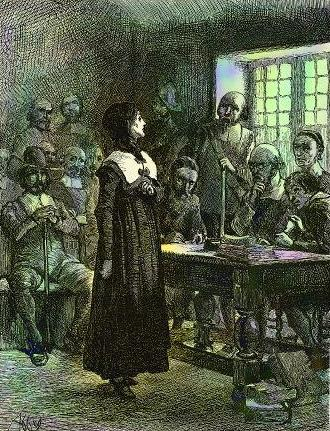
Anne Hutchinson on Trial, 1901
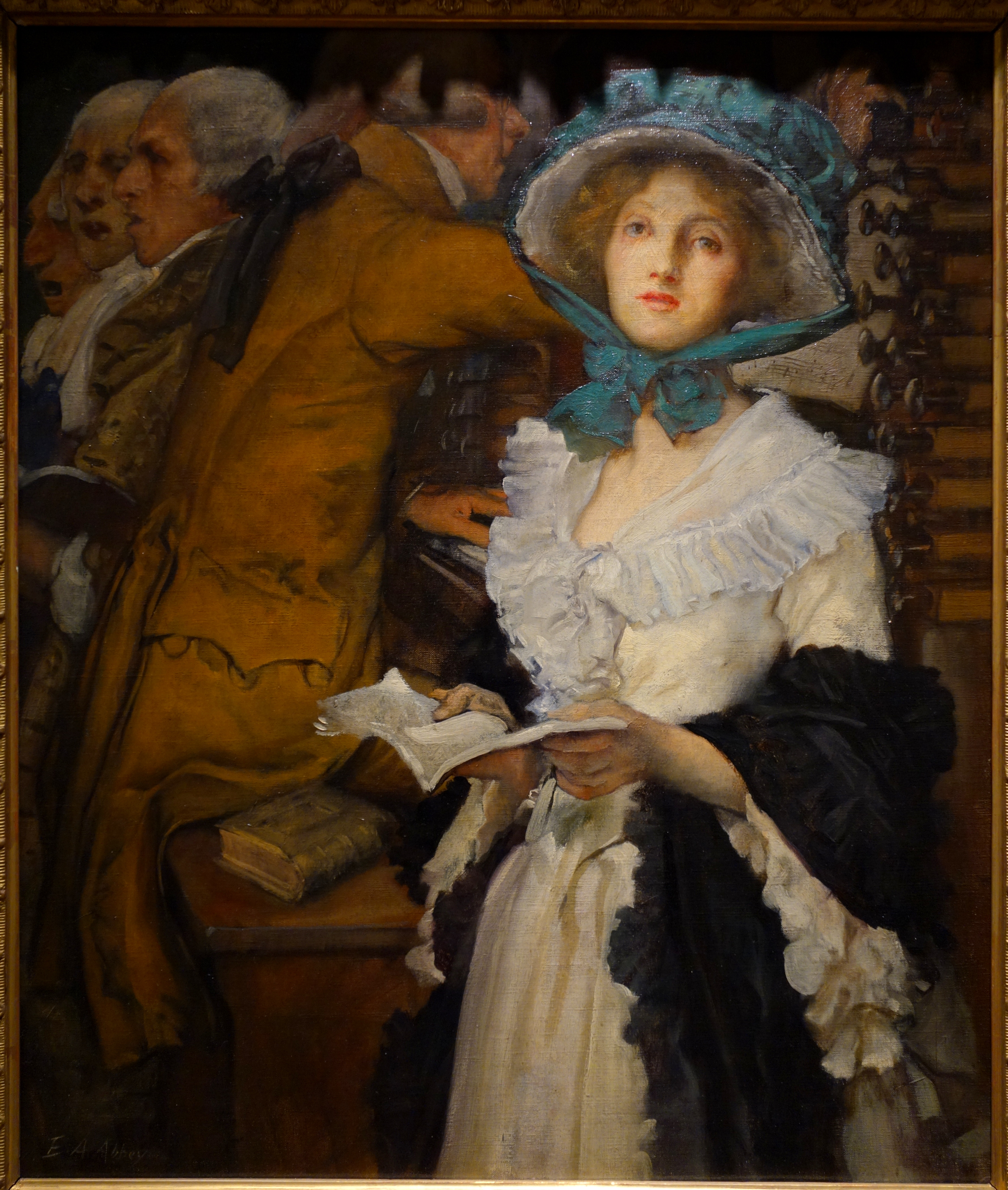
In the Choir, 1901
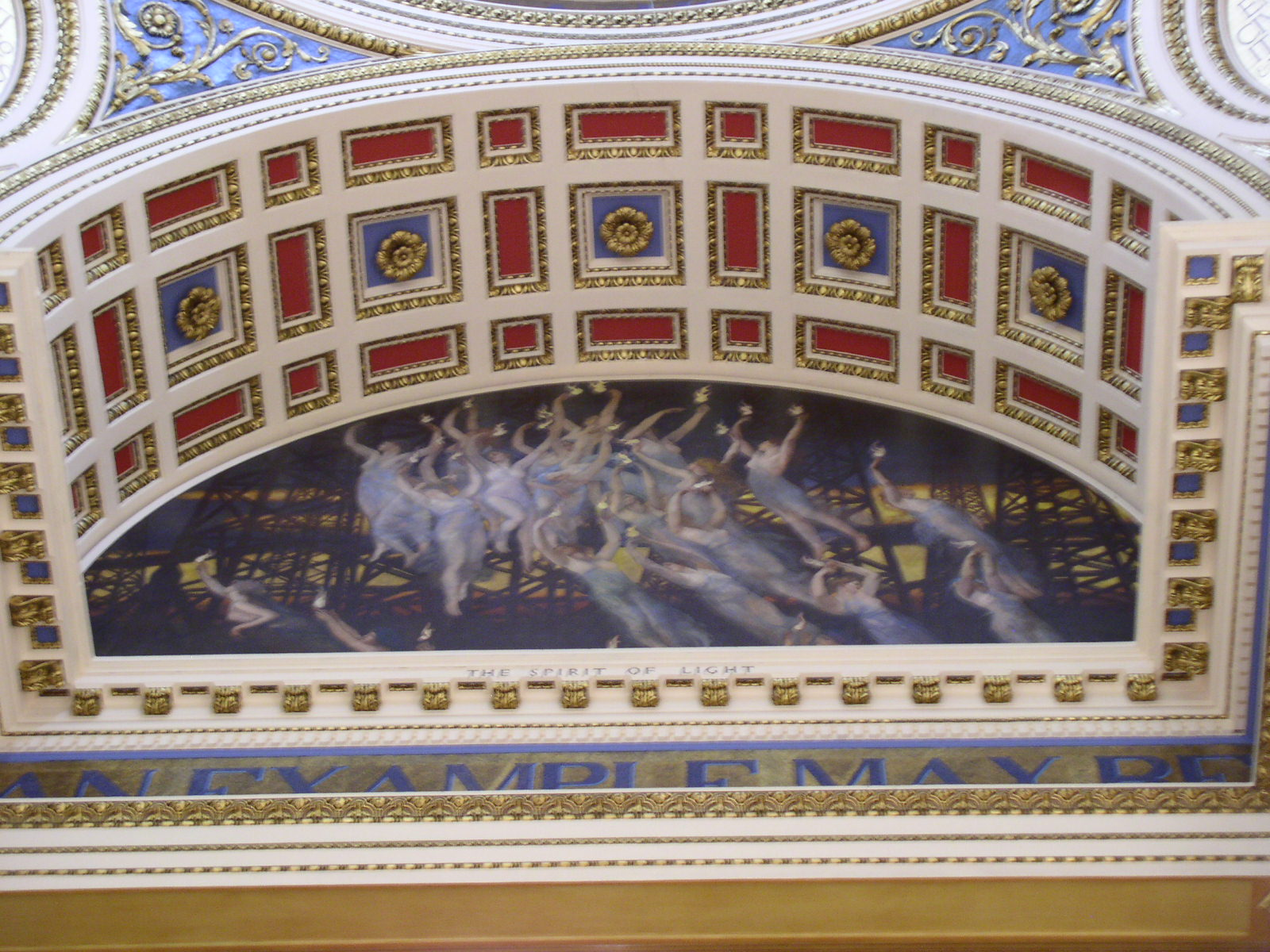
Spirit of Light, Pennsylvania State Capitol rotunda, Harrisburg
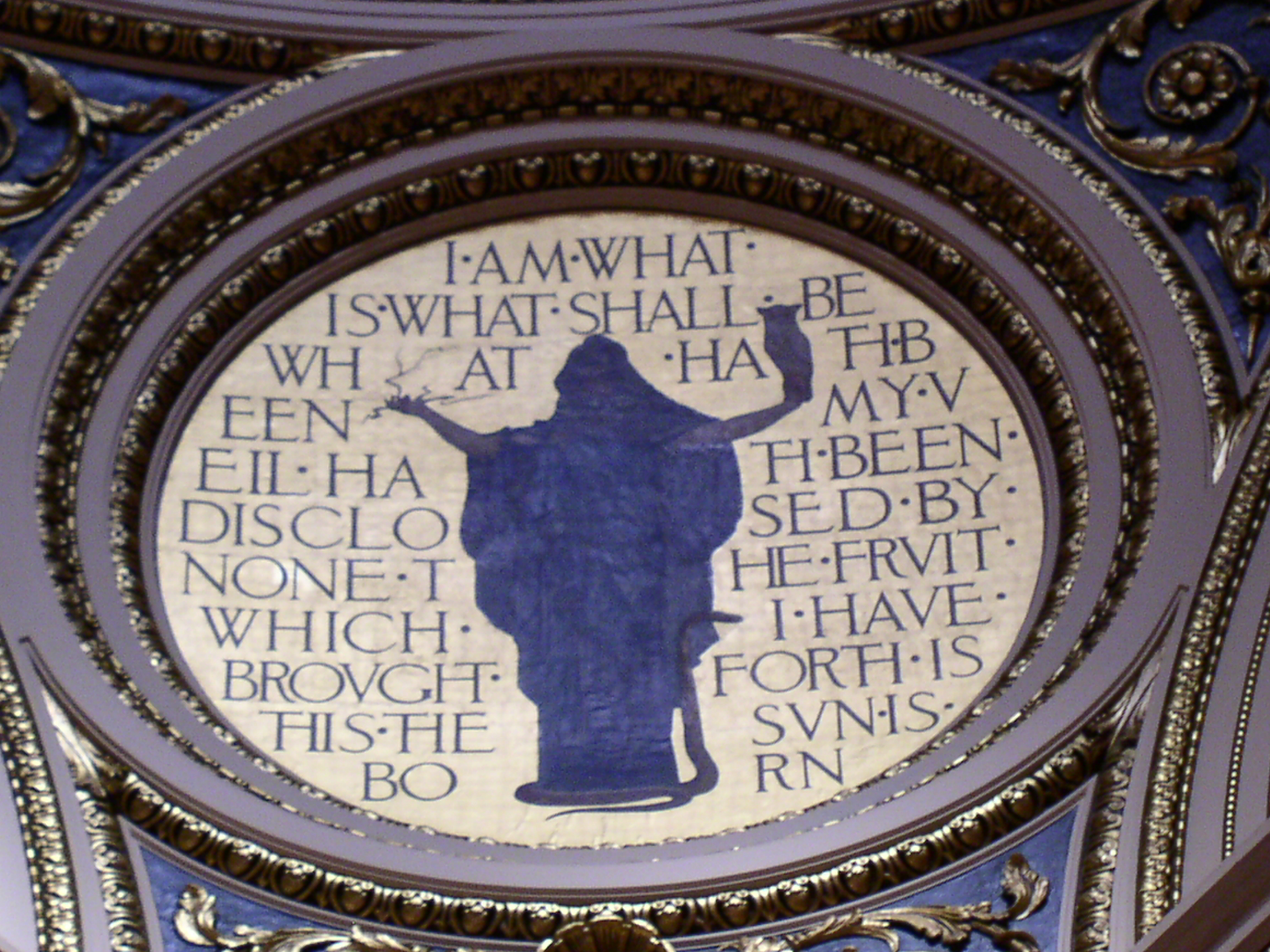
Allegorie Science, Pennsylvania State Capitol, Harrisburg